# Aphelonema vespertina
Aphelonema vespertina är en insektsart som beskrevs av George Willis Kirkaldy 1913. Aphelonema vespertina ingår i släktet Aphelonema och familjen Caliscelidae. Inga underarter finns listade i Catalogue of Life.